# Pikknurme
Pikknurme – wieś w Estonii, w prowincji Jõgeva, w gminie Puurmani.